# نادی‌دوروگ
نادی‌دوروگ (به مجاری:  Nagydorog) یک شهرداری در مجارستان است که در ناحیه پاکش واقع شده‌است. نادی‌دوروگ ۴۱٫۴۴ کیلومتر مربع مساحت و ۲٬۸۳۴ نفر جمعیت دارد.